# Astrosat
Astrosat ist Indiens erster der Astronomie gewidmeter Satellit.
Nach einem ersten erfolgreichen röntgenastronomischen Experiment 1996 (Indian X-ray Astronomy Experiment auf IRS-P3) beschloss die indische Raumfahrtagentur ISRO die Entwicklung eines umfassenden Astronomiesatelliten. Die von verschiedenen indischen und internationalen Instituten entwickelte Nutzlast umfasst zwei Ultraviolettteleskope und vier Röntgendetektoren für verschiedene Experimente für den Röntgenbereich, unter anderem einen Dreifach-Proportionalzähler für die kontinuierliche und zeitaufgelöste Überwachung des Röntgenhimmels.

## Flugverlauf
Astrosat wurde am 28. September 2015 mit einer PSLV-XL-Rakete vom Startplatz Sriharikota High Altitude Range (SHAR) aus in eine niedrige Erdumlaufbahn (LEO) gebracht. Das UV-Teleskop UVIT ging am 30. November 2015 in Betrieb und arbeitete gemäß den Erwartungen. Die Mission war für fünf Jahre ausgelegt. Da nach Ablauf dieser Zeit noch alle Instrumente arbeiteten, wurde die Mission auf unbestimmte Zeit verlängert.